# Yogaswami

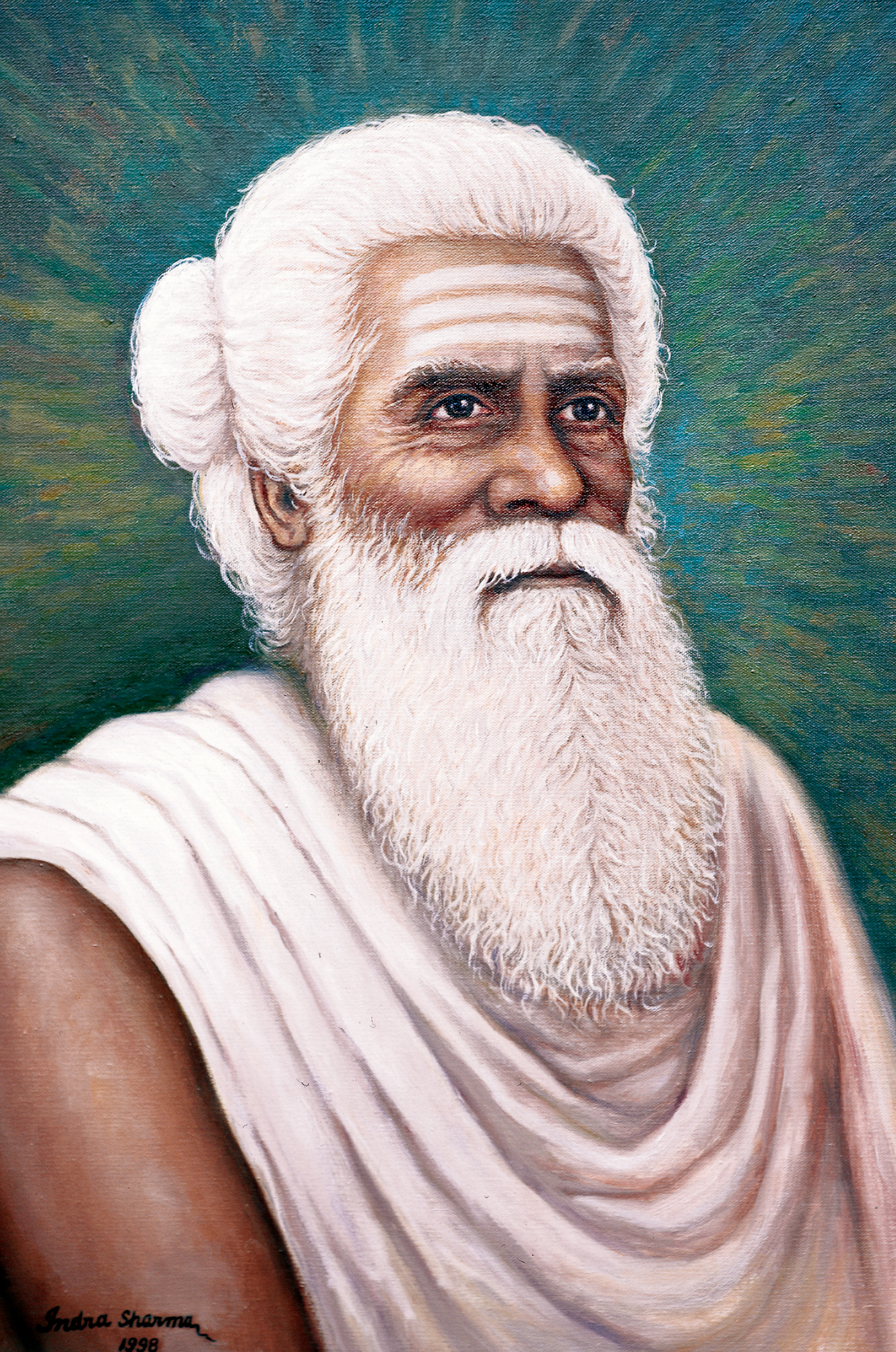
Siva Yogaswami

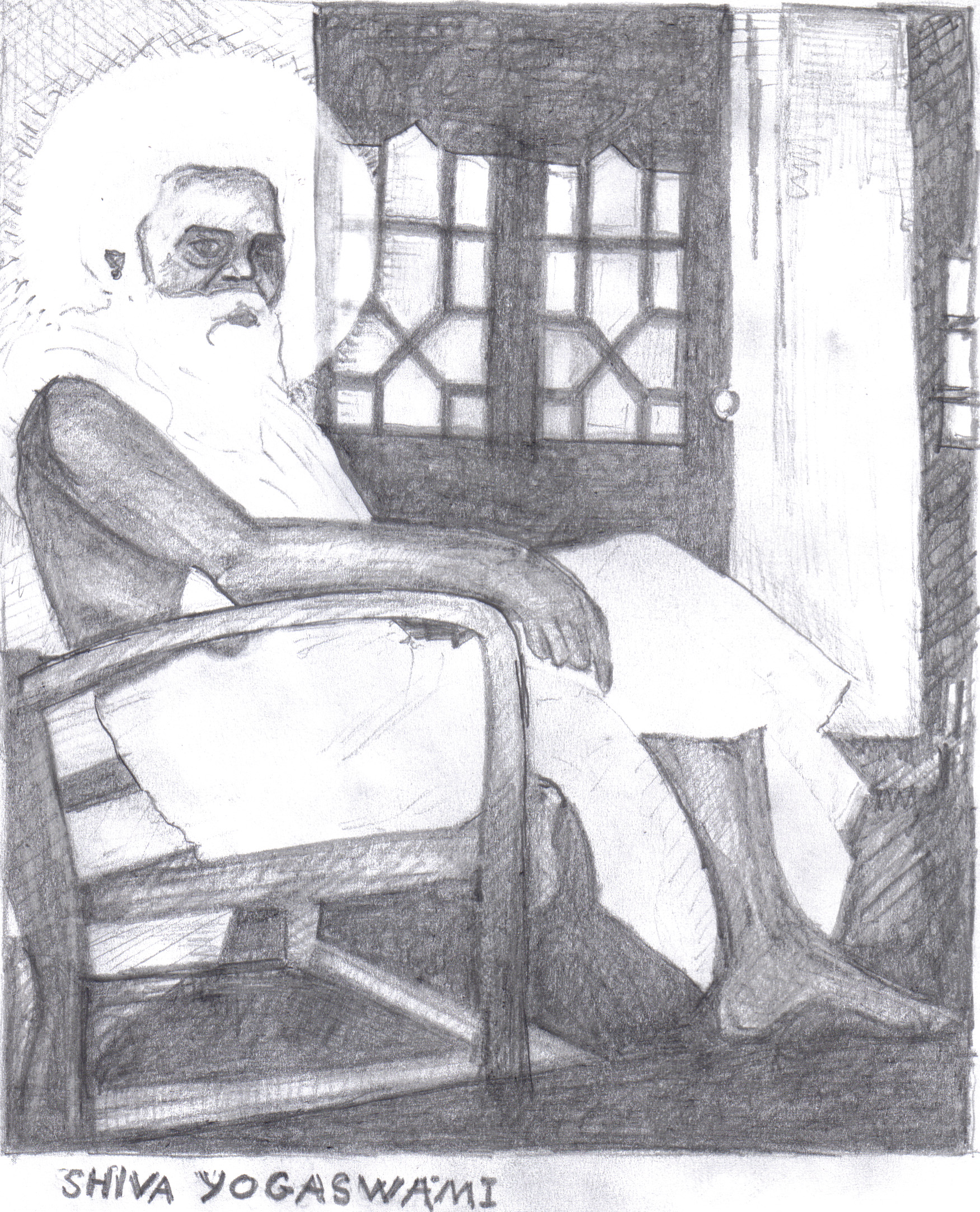
Pentekening van Siva Yogaswami

Yogaswami van Jaffna (Tamil: சிவ யோகசுவாமி) (Maviddapuram, Sri Lanka, 29 mei 1872 – Jaffna, 24 maart 1964) was de bekendste spiritueel leider in het tegenwoordige Sri Lanka. Hij was een zogenaamde jnana-goeroe en werd geboren met de naam Sadasivan. Zowel hindoes als boeddhisten hielden hem voor een Śivajnani en  natha siddhar. 
Yogaswami werd onderwezen in de kundalini yoga en werd ingewijd door Satgoeroe Chellappaswami. 
In 1889 bezocht Swami Vivekananda Jaffna, wat een diepe indruk naliet op de toen achttienjarige jongen. Gedurende het bezoek trok een lange rij mensen in een processie totdat Vivekananda stopte bij een olijfboom aan de Colombuthurai Road. Hier zou Yogaswami later zijn tapas uitvoeren. Vivekananda beschreef het gebied rond de boom als een oase in de woestijn en sprak de volgende dag het publiek toe, waarbij hij de zin "de tijd is kort maar het thema is ontzaggelijk" uitsprak. Deze spreuk werkte diep in op Yogaswami en hij zou er gedurende zijn hele leven over spreken tegenover volgelingen.
Tussen 1905 tot 1911 werd hij verder opgeleid door Chellappaswami. Na diens dood mediteerde hij soms dagenlang bij de olijfboom, waarbij hij eerst geen mensen in zijn directe omgeving duldde. Na een paar jaar stond hij dat wel toe bij een paar goed bedoelende zoekers en terwijl meer en meer mensen zich rond om hem heen schaarden, werd zijn strenge gedrag steeds ontspannener. Toch zou hij een groot deel van zijn leven mediterend doorbrengen. In deze tijd daalde eens een kraai op zijn hoofd af, die er minutenlang achtereen bleef zitten zonder weg te vliegen, schijnbaar denkend dat hij op een beeld zat.
In 1940 ging Yogaswami op een pelgrimsreis naar Banaras en Chidambaram. In de brief uit Banaras schrijft hij: "Na wandelingen in deze ernstige speurtocht kwam ik naar Kasi en zag de Heer van het Universum, in mijzelf. Het zaadje dat je zoekt ligt onder je voeten." Op een dag bezocht hij Sri Ramana Maharshi. Deze twee zaten de hele avond naar elkaar te kijken in een schijnbaar veelbetekenende stilte. Later verklaarde hij in Jaffna: "we zeiden alles dat er gezegd moest worden."
In 1961 brak de 89 jaar oude man zijn heup bij het voeren van zijn koe. Hij bracht maanden door in het ziekenhuis en zou erna de rolstoel niet meer verlaten. Toen hij in maart 1964 op 91-jarige leeftijd overleed en de radio het nieuws wereldkundig maakte, stond heel het land een moment stil.
De volgende vier gezegden (maha-vakyas) in het Tamil vatten zijn boodschap samen:
- Thanai ari:  "ken jezelf door jezelf "
- Sarvam Sivam Ceyal:  "Shiva is het die het allemaal doet"
- Sarvam Sivamaya:  "Alles is Shiva"
- Summa Iru:  "Wees bewegingsloos"